# Ypthima impura
Ypthima impura är en fjärilsart som beskrevs av Henry John Elwes och Edwards 1893. Ypthima impura ingår i släktet Ypthima och familjen praktfjärilar. Inga underarter finns listade i Catalogue of Life.